# Зуров, Елпидифор Антиохович
Елпидифор Антиохович Зуров (26 октября (6 ноября) 1798 — 19 (31) декабря 1871) — тульский и новгородский губернатор, сенатор, генерал-лейтенант, действительный тайный советник.

## Биография
Зуров принадлежал к старинной дворянской фамилии Тверской губернии. Предки его по древнему обычаю проходили военную службу: дед был подполковником, а отец отставным капитаном гвардии. Елпидифор Антиохович вместе с братом Павлом получил домашнее воспитание, причём отец обращал большое внимание на развитие воинского духа в детях.
Семнадцатилетним юношей Зуров был определён юнкером в Дерптский конно-егерский полк, который в 1815 году, в числе других войск, был послан на помощь французам против Наполеона, вернувшегося с острова Эльбы. Но едва только войска успели достигнуть Варшавы, как по приказанию великого князя Константина Павловича они были остановлены и все юнкера отправлены в Петербургский Дворянский кавалерийский эскадрон при 2-м кадетском корпусе.
В 1817 году Зуров был произведён в корнеты Лейб-кирасирского его величества полка. Прослужив в этом полку пять лет, Зуров в чине ротмистра, вследствие болезни, принужден был просить перевода в один из южных полков. Благодаря прекрасной аттестации, Зуров в 1826 г. был назначен адъютантом к графу В. В. Орлову-Денисову, командиру 5-го резервного кавалерийского корпуса, который был назначен сопровождать тело императора Александра I из Таганрога в Санкт-Петербург. Зуров, как адъютант, следовал за ним.
После того он писал донесения относительно последних дней государя; эта работа познакомила его с бывшим начальником главного штаба И. И. Дибичем-Забалканским, благодаря протекции которого по смерти Орлова-Денисова он был переведен в лейб-гвардии Уланский полк и назначен старшим адъютантом в Главный штаб его императорского величества.
С открытием турецкой кампании 1828 года Зуров находился при главной квартире и вместе с ней перешёл Дунай. По сдаче Исакчи, он был командирован в город для производства описи годного к употреблению оружия и помещений, которые могли бы быть обращены в лазареты.
По успешном выполнении поручения Зуров вместе с главной квартирой проследовал через Бабадаг к Шумле и участвовал в наступательном движении к этой крепости, произведённом под непосредственным предводительством императора Николая I.
Во время осады Зуров неоднократно привлекался для разных поручений и между прочим находился при отражении неприятельской вылазки, сделанной в намерении отрезать уланскую бригаду, шедшую к Силистрии.
Из-под Шумлы Зуров прибыл под Варну и находился при осаде этой крепости до покорения её. После отъезда государя из-под Варны Зуров остался при графе Дибиче до очищения крепости и устройства обороны её на зимнее время. 2 ноября главная квартира переправилась у Гирсова через Дунай на зимние квартиры.
В это время на долю Зурова выпало немало работы. Кроме частых командировок для осмотра расположения войск за Дунаем и в княжествах, ему, по приказанию государя, велено было присутствовать на инспекторском смотру Бугской уланской дивизии, причём он должен был собирать сведения для доставления командовавшему кавалерией и, кроме того, имел предписание в местах нахождения дивизии и по пути следования к ней и обратно осмотреть госпитали, провиантские склады, инженерные работы и почтовые станции.
В 1829 году Зуров состоял при графе Дибиче, назначенном главнокомандующим. По возвращении из Санкт-Петербурга в Яссы Зуров вместе с главной квартирой вновь переправился через Дунай у Гирсова и участвовал в осаде Силистрии, а затем вместе с главными силами армии выступил через Карасу к Шумле. При этом Зуров участвовал в авангардном деле близ селения Буюнлука и в разбитии верховного визиря при Кулевче, и за отличие в этих делах был произведен в полковники.
Затем он находился при обложении Шумлы и с главными силами выступил в славный поход, доставивший Дибичу наименование Забалканского. Переправившись через Камчик, Зуров вступил на Балканы, перешел их и находился в делах при занятии городов Айдоса и Карнабада, откуда через Ямболь следовал к Адрианополю, павшему 8 августа. В день заключения Адрианопольского мира 22 сентября Зуров получил звание флигель-адъютанта.
С открытием Польской кампании 1831 года Зуров был командирован в действующую армию для нахождения при графе Дибиче.
Перейдя границу Царства Польского, Зуров получил предписание отправиться в Белосток для принятия мер против вторжения в эту область польских мятежников и для открытия сообщения с гренадерским корпусом. По исполнении этого поручения он возвратился к Милосне, а потом 13 февраля участвовал в генеральном сражении и поражении мятежников под Прагою и на Гроховских полях.
С 17 по 24 марта он находился в движении с армией из окрестностей Праги к Висле; 2 апреля, командуя авангардом генерал-лейтенанта П. А. Угрюмова, личной храбростью и распорядительностью сильно способствовал поражению неприятеля при реке Ливе; в конце апреля и в начале мая находился в стычке при Куфлеве и в сражении под Минском, после чего участвовал в преследовании мятежников от Калушина и поражении их у Ендржилева. С 7 по 14 мая был в движении главной армии через Соколово, Гранно, Цехановец, Высокомазовецк и Пыски к Остроленке, причём находился в сражеаниях под Пысками, в авангардном деле между деревнями Замосцем и Скржупелем, при преследовании оттуда мятежников до Остроленки и в генеральном сражении под этим городом.
Летом того же года Зуров участвовал в движении главной армии от Ловича к окрестностям Варшавы и в генеральном сражении и взятии приступом передовых Варшавских укреплений и городового вала. Осень же провёл в движении главной армии из Варшавы через Гуру, Рационжек и Безул для преследования остатков польской армии до границы прусских владений.
По окончании польской кампании Зуров вернулся в Петербург и был прикомандирован к образцовому кавалерийскому полку для ознакомления с новыми правилами кавалерийской службы.
В 1833 году он был произведён в генерал-майоры и назначен Тульским гражданским губернатором. Первое, на что он обратил внимание по вступлении в новую должность, это на упорядочение канцелярии губернского правления, где царил страшный хаос. Уволив неблагонадежных лиц и заменив их другими, он обеспечил казне успешный сбор податей и недоимок и достиг понижения цен на подрядах и торгах.
Среди этой усиленной работы Зуров тяжко занемог и уехал в Москву лечиться. В его отсутствие страшные пожары опустошили Тулу. Не окончив лечения, Зуров принужден был вернуться домой, чтобы организовать помощь населению. Благодаря учреждённому по Высочайшему повелению комитету, удалось восстановить большую часть потерь и дать возможность к возведению новых построек.
Стараниями Зурова в Туле был разведён городской сад и построен вокзал на месте грязной конной площади, отнесённой за городскую черту. В 1835 году Зуров был назначен тульским военным губернатором, с оставлением в должности гражданского губернатора. О Зурове в своих «Воспоминаниях» пишет Н. П. Макаров.
Вследствие расстроенного здоровья он 23 ноября 1838 году вышел в отставку и 1 декабря того же года был удостоен ордена Святого Георгия 4-й степени (№ 5676 по списку Григоровича — Степанова). Но уже в 1839 году был назначен военным губернатором Новгорода и Новгородским гражданским губернатором. В новой должности Зуров провёл шесть лет.
Почувствовав возобновление припадков болезни, Зуров вновь просил об отставке и 11 октября 1846 года был уволен от военной службы, произведён в тайные советники и 22 декабря назначен присутствовать в 4-м департаменте Правительствующего сената, в 1848 году — в 1-м отделении 5-го департамента, а с 18 мая 1848 году — в департаменте Герольдии.
Во время Крымской кампании новгородское дворянство выбрало Зурова начальником своего ополчения, подчинив его заведованию все дружины, назначенные в распоряжение главнокомандующего гвардейскими и гренадерскими корпусами. Прибыв в марте месяце в Новгород, он быстро и успешно произвел формирование ополчения, за что после Высочайшего смотра получил Монаршее благоволение.
6 декабря 1855 года Зуров был переименован в генерал-лейтенанты, а по заключении мира уволен от должности начальника ополчения (27 июля 1856 года) и с 1 августа того же года вновь присутствовал в Департаменте Герольдии. 1 января 1866 года произведён в действительные тайные советники. Был членом Попечительского совета учреждений общественного призрения в Санкт-Петербурге, попечителем Обуховской больницы (1862—1866). Состоял членом обществ Северных антиквариев и Императорского вольно-экономического (с 1848 года).
Похоронен в селе Налюча Старорусского уезда Новгородской губернии при построенной им Троицкой церкви.

## Семья
С января 1836 года Зуров был женат на графине Екатерине Александровне Стройновской (6.08.1800—19.10.1867), вдове сенатора графа В. В. Стройновского (1759—1834); дочери генерал-лейтенанта А. Д. Буткевича. Екатерина Александровна была знакомой Пушкина и, возможно, прообразом одной из героинь поэмы «Домик в Коломне». Н. О. Лернер также считал её одним из прототипов Татьяны. О втором её браке О. Павлищева писала мужу:
Графиня Стройновская только что сочеталась новым браком: она вышла за господина Зурова. Бьюсь об заклад, что её прельстило это имя: чем еще это можно объяснить - сорокалетняя женщина, богатая, независимая, имеющая  двенадцатилетнюю дочь - право же, это смешно! Говорят, что она по-прежнему очень хороша, муж её тоже богат, губернатором в Туле.
Ее дочь от первого брака —  Ольга Валериановна Стройновская (1823/4–1853), в замуж. Багратион-Имеретинская.
От второго брака у неё были дети:
- Николай (4.11.1836—11.12.1845)
- Александр (1837—1902), гродненский губернатор и петербургский градоначальник, генерал от кавалерии.
- Мария (23.03.1840—04.05.1860), замужем за князем Николаем Константиновичем Багратион-Имеретинским (1830–1894), сыном К.Д.Имеретинского.